# 알렉산드르 모스토보이
알렉산드스 블라디미로비치 모스토보이(러시아어: Алекса́ндр Влади́мирович Мостово́й, Aleksandr Vladimirovich Mostovoi, 1968년 8월 22일, 러시아 SFSR 로모노소프 ~ )는 러시아의 은퇴한 축구 선수이자, 포지션은 공격형 미드필더였다. 모스토보이는 지난 유로 96 대회에서 체코를 상대로 득점을 기록했으며, 유로 2004 대회에서는 당시 감독의 경기 운영을 비난하면서 대회 도중에 퇴출당했다. (셀타비고의 차르)

## 수상
스파르타크 모스크바
- 소비에트 톱 리그 : 1987, 1989

 벤피카
- 1991-92 타사 드 포르투갈 우승
- 1993-94 프리메이라리가 우승

 셀타 비고
- UEFA 인터토토컵 2000 우승
- 2000-01 코파 델 레이 우승

 소련
- 1991년 UEFA U-21 축구 선수권 대회 우승

 러시아
- 2009년 레전드 컵 우승